# Aprilia RXV
La Aprilia RXV è una motocicletta con motore a quattro tempi della casa motociclistica Aprilia destinata all'uso in fuoristrada, principalmente l'enduro. È stata presentata nel 2005 restando nei cataloghi della casa sino al 2012.

## Descrizione
Negli anni di produzione è stata prodotta in due cilindrate, da 450 cm³ disponibile al debutto e da 550 cm³ disponibile un paio di anni dopo; condivideva alcuni componenti con le Aprilia MXV e la Aprilia SXV, la prima destinata al motocross e la seconda al motard. La moto venne dapprima testata nel mondo delle competizioni per essere poi resa disponibile al pubblico alcune mesi dopo; una delle sue caratteristiche distintive rispetto alle concorrenti presenti sul mercato era il fatto di essere equipaggiata di un motore a quattro tempi bicilindrico a V. 
Questa moto oltre ad essere usata nei vari campionati enduro è stata utilizzata anche in altre competizioni come la Rally Dakar.